# Наум Наталія Михайлівна
Наталія Михайлівна Наум (23 листопада 1932, с. Старий Мізунь — 22 березня 2004, Київ) — українська акторка театру і кіно, народна артистка УРСР (1974). Дружина українського кінорежисера Володимира Денисенка. Мати акторів Тараса та Олександра Денисенків.

## Життєпис
Народилася 23 листопада 1932 року в селі Старий Мізунь, Станиславівського воєводства Польської республіки в багатодітній родині (була тринадцятою дитиною) селянина Наума Михайла Васильовича та Гелени Кароль Майєр — доньки швабського інженера-залізничника Кароля Альберта Майєра, який працював у лісо-переробному господарстві в м. Вигоді австрійського підприємця барона Леопольда фон Поппер Подгарі з 1880 р.
У 1942 році батько помер від голоду, за рік померла мати від тифу. Наталю відправили до Долинського сиротинця, пізніше вона виховувалася в школі-інтернаті в Калуші. Здобувала освіту в ремісничому училищі в Чернівцях, а також брала активну участь у художній самодіяльності. Саме там запримітило керівництво Чернівецького театру акторські здібності Наум.
У період з 1950 по 1953 рік Наталія Наум працювала на швейній фабриці, а також грала в Чернівецькому українському драмтеатрі імені Ольги Кобилянської. Найпомітнішою роботою на той час стала роль Парасини в виставі «Земля» (за твором Ольги Кобилянської).
У 1953 році розпочалися зйомки фільму «Земля», Амвросій Бучма шукав акторку на роль Парасини, яка дісталася Наум.

Могила Наталії Наум та її родини, Байкове кладовище

У 1958 році закінчила КДІТМ імені Івана Карпенка-Карого (курс М.Верхацького) та була зарахована акторкою в штат Київської кіностудії імені О.Довженка.
Наталія Наум мешкала на вул. Михайла Грушевського у центрі Києва. 6 березня 2004 року у квартирі акторки прорвало трубу центрального опалення і їй довелося дві доби перебувати в помешканні, яке заливало окропом. Столичний ЖЕК аварію ліквідувати не поспішав; у цей же час занедужала на астматичний бронхіт онука Наталія, яка проживала в цій квартирі разом із бабусею. На додачу до всіх цих бід сама Наталія Михайлівна була хвора на поліартрит. Серце акторки не витримало і вона померла в міській лікарні 22 березня 2004 року.
Похована на Байковому кладовищі разом з чоловіком та сином (ділянка № 33, 50°25′2.92″ пн. ш. 30°30′4.75″ сх. д. / 50.4174778° пн. ш. 30.5013194° сх. д.).

## Фільмографія
- 1954 — «Земля» — Парася
- 1955 — «Педагогічна поема» — Наталка Петренко
- 1956 — «Головний проспект» — Зіна
- 1957 — «Партизанська іскра» — Поля Попик
- 1958 — «Поема про море» — Олеся
- 1959 — «Олекса Довбуш» — Марічка
- 1959 — «Це було весною»
- 1960 — «Фортеця на колесах» — Надія
- 1960 — «Роман і Франческа» — Мадонна
- 1960 — «Врятуйте наші душі» — Кетрін
- 1961 — «За двома зайцями» — Галя
- 1962 — «Серед добрих людей»
- 1962 — «Мовчать тільки статуї» — Ґедда Олафсон
- 1964 — «Сон» — Ядвіга Гусаковська
- 1964 — «Сумка, повна сердець»
- 1968 — «На Київському напрямку»
- 1969 — «Важке колосся» — Варвара Зарічна
- 1970 — «Білий птах з чорною ознакою» — Катрина Звонариха
- 1970 — «Шлях до серця»
- 1971 — «Жива вода»
- 1972 — «Тихі береги»
- 1973 — «Абітурієнтка»
- 1974 — «Повість про жінку» — Наталка Нечай
- 1975 — «Канал»
- 1976 — «Переходимо до любові»
- 1976 — «Ати-бати, йшли солдати» — Валентина Іванівна
- 1976 — «Хвилі Чорного моря» — дружина Терентія
- 1978 — «Женці»
- 1978 — «Наталка Полтавка» — мати
- 1980 — «Візит у Ковалівку»
- 1982 — «Високий перевал» — Ярослава Петрин
- 1984 — «Прелюдія долі» — мати
- 1984 — «Що в Семена було» — мати близнюків
- 1985 — «Які молоді ми були»
- 1987 — «Жменяки» — Варка, дружина Івана
- 1988 — «Камінна душа» — мати Марусяка
- 1991 — «Особиста зброя» — Нечитайло
- 1991 — «Сонети Шекспіра» — прокурорка
- 1992 — «Тарас Шевченко. Заповіт»
- 1993 — «Усе пройшло»
- 1995 — «Вальдшнепи»
- 1995 — «Острів любові» — мати гуцула
- 1996 — «Страчені світанки» — Федора
- 1999 — «Як коваль щастя шукав»
- 1999 — «Поет і князівна» — княгиня Репніна

## Нагороди
- 1971 — Орден Трудового Червоного Прапора.
- 1974 — Народна артистка УРСР.
- 1975 — Диплом за найкращу жіночу роль на Республіканському кінофестивалі у Жданові (за роль у фільмі «Повість про жінку»).
- 1999 — Державна премія України імені Олександра Довженка (за роль у фільмі «За двома зайцями»).
- 2000 — Державна стипендія видатному діячеві культури.
- 2003 — Орден княгині Ольги III ст.[3]